# Branko Vidović
Branko Vidović   (Križevci, 4 de setembre de 1923 - Samobor, 5 d'octubre de 2013) fou un nedador croat, especialista en estil lliure, que va competir sota bandera iugoslava durant les dècades de 1940 i 1950.
El 1948 va prendre part en els Jocs Olímpics d'Estiu de Londres, on va disputar dues proves del programa de natació. Fou cinquè en els 4×200 metres lliures, mentre en els 400 metres lliures quedà eliminat en semifinals. En el seu palmarès destaca una medalla de bronze en els 4×200 metres lliures del Campionat d'Europa de natació de 1950, formant equip amb Andrej Kvinc, Mislav Stipetic i Marijan Stipetic, i diversos campionats de Iugoslàvia dels 200, 400 i 1.500 metres lliures.